# Spam w wyszukiwarkach
Spam w wyszukiwarkach – efekty technik wpływania na wyniki wyszukiwania w wyszukiwarkach internetowych z naruszeniem regulaminu systemów wyszukujących. Rozpatrując to zjawisko pod względem relewancji informacji, można określić je jako szum informacyjny wywołany zjawiskami marketingowymi w Internecie.
Spam w wyszukiwarkach określa ogół technik stosowanych do podwyższenia pozycji danej strony w wyszukiwarkach (pozycjonowania), dotyczących wybranych słów kluczowych, które nie są związane bezpośrednio z treścią strony lub nie stanowią celu komercyjnej działalności strony.
Zjawisko to pojawiło się w Internecie wraz z pojawieniem się w sieci robotów do automatycznego indeksowania stron. W początkowych latach rozwoju wyszukiwarek niezbyt rozwinięty automat programowy zakładał uczciwość webmasterów przy opisywaniu stron MetaTagami. W miarę przyrostu znaczenia Internetu jako narzędzia marketingowego uczciwość ta zanikała, powodując rozwój wyszukiwarek i algorytmów punktujących, co pociągnęło za sobą rozwój nowych technik pozycjonowania, z czasem przejmowanych również na potrzeby spamowania.